# Autoroute A88
L’autoroute A 88 è un'autostrada francese che parte da Falaise (continuando la N158) e termina a Sées (incrocio con l'A28) passando per Argentan. È in progetto il prolungamento dell'A88 fino a Caen.